# Vinriska
Vinriska (Lactarius sanguifluus) är en svampart som först beskrevs av Jean Jacques Paulet, och fick sitt nu gällande namn av Elias Fries 1838. Vinriska ingår i släktet riskor och familjen kremlor och riskor.  Arten är reproducerande i Sverige. Inga underarter finns listade i Catalogue of Life.

## Källor

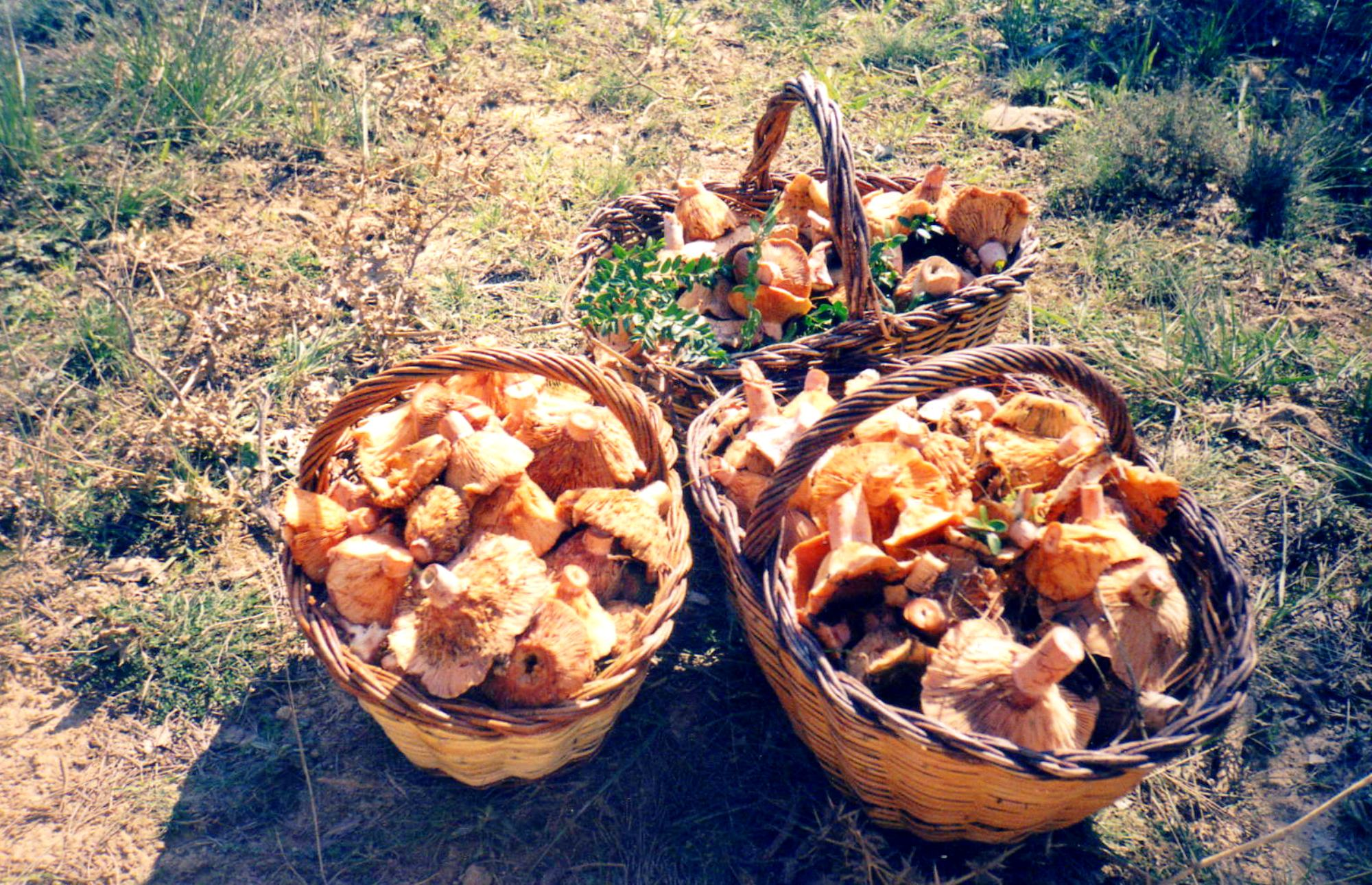